# Phylica disticha
Phylica disticha är en brakvedsväxtart som beskrevs av Christian Friedrich Frederik Ecklon och Zeyh.. Phylica disticha ingår i släktet Phylica och familjen brakvedsväxter. Utöver nominatformen finns också underarten P. d. cuneata.